# Kaninmöss
Kaninmöss (Reithrodon) är ett släkte i familjen hamsterartade gnagare med två arter som förekommer i Sydamerika.

## Beskrivning
Arterna når en kroppslängd (huvud och bål) mellan 13 och 20 cm samt en svanslängd av 8,5 till 10 cm. Vikten varierar vanligen mellan 75 och 95 gram. Kännetecknande är stora bakåtriktade öron samt en för gnagare kort svans. Pälsen har på ryggen och sidorna en gråbrun färg med några svarta hår inblandade och buken är ljusgrå till vit. I mitten av de övre framtänderna finns en djup ränna. Dessutom har kaninmöss förminskade yttre tår vid bakfoten och mellan de andra tårna finns simhud.
Kaninmöss lever i södra Brasilien, Uruguay, Chile och Argentina. Habitatet utgörs av gräsmarker, klippiga kullar och sandstränder.
Dessa gnagare vilar i naturliga håligheter eller i bon som skapades av andra djur, till exempel långnosade bältor. De kan även bygga egna tunnelsystem som är en till två meter lång och cirka 25 under markytan. Individerna är främst aktiva på natten och de äter gräs, rötter, rotfrukter och andra växtdelar.
Honor kan troligen para sig hela året och per kull föds vanligen tre till fem ungar. Den äldsta kända individen i fångenskap blev 5,5 år gammal.

## Arter
Släktet utgörs av två arter.
- Reithrodon auritus hittas i södra delen av Argentina samt i angränsande delar av Chile. Avskilda populationer med mindre utbredningsområde förekommer i norra Argentina och på Falklandsöarna.
- Reithrodon typicus förekommer i Uruguay och angränsande delar av Brasilien och Argentina.